# Luis Sotomayor
 Luis Ignacio Sotomayor Orrego  (n. Iquique, Chile, 4 de diciembre de 1996) es un futbolista chileno que juega de portero. En su debut profesional jugó cinco partidos de la Copa Chile 2014-15, y fue parte del equipo que ganó el torneo 2013-14.

## Clubes
| Club                                  | País  | Año       |
| ------------------------------------- | ----- | --------- |
| Deportes Iquique                      | Chile | 2015-2023 |
| → Independiente de Cauquenes (cedido) | Chile | 2016      |
| → Colchagua (cedido)                  | Chile | 2019      |

## Palmarés

### Campeonatos nacionales
| Título     | Club             | País  | Año     |
| ---------- | ---------------- | ----- | ------- |
| Copa Chile | Deportes Iquique | Chile | 2013-14 |